# Indiavaí
Indiavaí este un oraș în Mato Grosso (MT), Brazilia.